# Ectephrina
Ectephrina es un género de polillas monotípico perteneciente a la familia Geometridae. El género fue descrita por primera vez por Eugen Wehrli habiendo sido descrita en 1937. Su única especie, Ectephrina semilunata, se encuentra en Japón y Siberia.
El género cuenta con dos subespecies:

| Ectephrina semilunata | \| \| E. p. semilunata Lederer, 1853 \| \| \| \| \| \| E. p. pruinosaria (Bremer, 1864) \| \| \| \| |
|                       | \| \| E. p. semilunata Lederer, 1853 \| \| \| \| \| \| E. p. pruinosaria (Bremer, 1864) \| \| \| \| |
|                       | E. p. semilunata Lederer, 1853                                                                      |
|                       | |
|                       | E. p. pruinosaria (Bremer, 1864)                                                                    |
|                       | |